# 長野県松本ろう学校
長野県松本ろう学校（ながのけん まつもとろうがっこう）は、長野県松本市にある特別支援学校（ろう学校）。中南信地域の聴覚障がいのある幼児・児童・生徒を対象とし、寄宿舎を併設している。

## 概要
- 3歳未満の乳幼児向けに早期支援教室が開催されており、週に1回の個別活動（0歳児は月1回）と、週に1回の集団活動が行われている。
- ICT・ATリソースセンター（中南信センター）が設置されている[1]。

## 学校間交流
- 幼稚部
  - 松本青い鳥幼稚園や内田保育園の園児と交流
- 小学部
  - 隣接する松本市立明善小学校と合同運動会や音楽会を行っている[2]。

## 歴代校長
| 代   | 氏名         |
| ---- | ------------ |
| 初代 | 小岩井是非雄 |
| 2代  | 富岡秀男     |
| 3代  | 大沢徳実     |
| 4代  | 伴良次       |
| 5代  | 坂井吉満     |
| 6代  | 東福寺武見   |
| 7代  | 住田正       |
| 8代  | 大石清光     |
| 9代  | 和田純男     |
| 10代 | 岡村良輝     |
| 11代 | 手塚央       |
| 12代 | 百瀬万雄     |
| 13代 | 中島肇       |
| 14代 | 上條高明     |
| 15代 | 二村清       |
| 16代 | 滝澤悌二     |
| 17代 | 小林文子     |
| 18代 | 宇都宮通孝   |
| 19代 | 米持絹子     |
| 20代 | 洞沢佳久     |
| 21代 | 佐藤幸三     |
| 22代 | 五味重栄     |
| 23代 | 丸山勝己     |

## 所在地
〒399-0021　長野県松本市大字寿豊丘820

## アクセス
- 車：塩尻北ICから約10分
- バス：バス停「寿台東口」より徒歩10分